# Alan III
Alan III (ur. 997, zm. 1 października 1040 w Vimoutiers) – książę Bretanii, syn księcia Godfryda I i Hawisy, córki Ryszarda I Nieustraszonego, księcia Normandii.

## Życiorys
Władzę w Bretanii objął w wieku 11 lat po śmierci swojego ojca. Toczył walki z księciem Normandii Robertem I i hrabią Andegawenii Fulkiem III. W 1040 r. zaatakował Normandię, żądając regencji w imieniu małoletniego księcia Wilhelma II. Jego działania ograniczyły się tylko do spustoszenia pogranicza, gdyż książę nagle zmarł. Prawdopodobnie został otruty.
Od 1018 r. był żonaty z Bertą z Blois, córką hrabiego Odona II i Ermengardy, córki Roberta I, hrabiego Owernii. Alan i Berta mieli razem dwoje dzieci:
- Conan II (1030 – 11 grudnia 1066), książę Bretanii
- Jadwiga (1027–1072), żona Hoela II, księcia Bretanii

Niektóre źródła uznają za córkę Alana Emmę, żonę Roberta de Bruges. Była ona matką Roberta de Brusse, założyciela dynastii Bruce.